# Станислав Кшижановски
Станѝслав Кшижано̀вски (на полски: Stanisław Krzyżanowski) е полски историк медиевист, архивист, палеограф, професор по средновековна история и помощни науки на историята в Ягелонския университет. Научните му изследвания са основно в областта на дипломатиката и палеографията.

## Биография
Станислав Кшижановски е роден на 15 май 1865 година в Кенти, Австрийска империя. Дипломира се в Ягелонския университет. В периода 1886 – 1890 година се обучава във Ватиканското училище по палеография, дипломатика и архивистика в Рим.
През 1886 година започва работа в Института за австрийски исторически изследвания във Виена. От 1890 година е лектор в Ягелонския университет. Същата година е назначен за директор на Краковския градски архив. През 1902 година е приет за член на Академията на знанията. От 1905 година е редовен професор.
Станислав Кшижановски умира на 15 януари 1917 година в Краков.

## Научни трудове
- Dyplomy i kancelaria Przemysła II (1890)
- Początki dyplomatyki polskiej (1892)
- Poselstwo Kazimierza Wielkiego do Awinionu i pierwsze uniwersyteckie przywileje (1900)